# Phellopteron
Phellopteron är ett släkte av tvåvingar. Phellopteron ingår i familjen rovflugor.
Kladogram enligt Catalogue of Life:
| Phellopteron | \| \| Phellopteron farri \| \| \| \| \| \| Phellopteron mrazi \| \| \| \| |
|              | \| \| Phellopteron farri \| \| \| \| \| \| Phellopteron mrazi \| \| \| \| |
|              | Phellopteron farri                                                        |
|              |                                                                           |
|              | Phellopteron mrazi                                                        |
|              |                                                                           |